# Horse and Co
Horse and Co is een televisieprogramma geproduceerd door Endemol en gepresenteerd door Anky van Grunsven. Zij helpt bij de keuze van iemand die een paard wil kopen. Door een eisenlijstje samen te stellen met de koper zoeken ze drie paarden uit. Deze worden in de show uitgetest en uiteindelijk wordt er één gekozen.